# Сухопутные войска Португалии
Сухопутные войска Португалии (порт. Exército Português) — один из видов вооружённых сил Португалии.

## История

### Средние века
Португальская армия возникла в процессе многовековой борьбы христиан с арабскими государствами Пиренейского полуострова (Реконкиста). Средневековая португальская армия делилась на азы (порт. azes), которые состояли из копейщиков и насчитывали от 2100 до 3000 человек.
Кавалерия состояла частично из тяжелых кавалеристов, частично — из легковооружённых всадников (хинетов). В пехоте наибольшую роль играли лучники. В конце Средних веков португальцы стали специализироваться на стрельбе из арбалета, а отряды арбалетчиков постепенно становились постоянной наёмной армией.
Португальская армия конца XIII века состояла из 2 000-3 000 латников и 10 000-12 000 пеших, в Войне за кастильское наследство в 1475 г. — 5 600 конницы и 14 000 пехоты. При Алжубарроте войска Жоана I насчитывали, по меньшей мере, 7000 бойцов, включая 1700—2000 (может быть, даже до 3000) латников, 800—1000 арбалетчиков, 500—700 англичан и 4000 пехотинцев.
Первым из пиренейских государств завершив освобождение своей территории, Португалия рано обратила свои взоры на заморские страны и начала создание собственной колониальной империи, ещё не имея решительного военно-технического преимущества над крупными азиатскими государствами своего времени. Успех португальской колониальной империи основывался не столько на силе португальской армии, сколько на превосходстве португальского флота. Так, в первой половине XVII в., контингент португальских войск на Цейлоне обычно составлял не более 700 солдат и офицеров, имеющих вооружение вполне сопоставимое с вооружением местных феодальных государств.

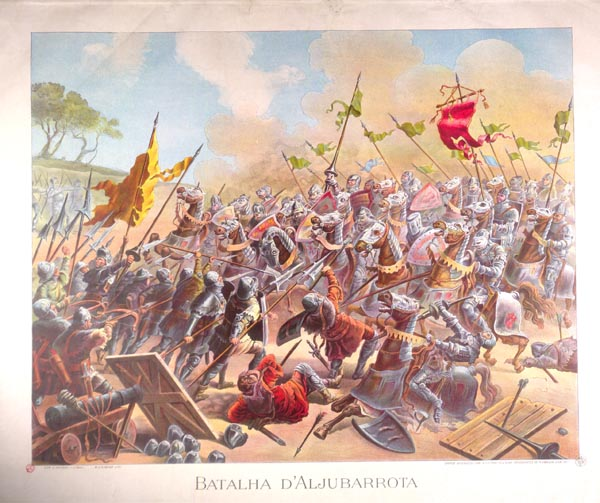
Сражение при Алжубарроте

### Новое время
После почти 60-летнего господства испанцев в Португалии (1581—1640) вновь была восстановлена независимость и сформирована новая португальская армия, насчитывающая 20 тыс. пехоты и 4 тыс. кавалерии В первой половине XVIII в. в португальской армии были проведены масштабные реформы во главе с прусским генералом графом фон Шаумбург-Липпе. Была введена полковая структура, единая система подготовки, единообразная униформа, создана артиллерия. Португальская пехота в 1766 насчитывала 33 бат. (26 тыс. чел.), кавалерия состояла из 26 эскадронов (4 тыс. чел.), численность милиции составляла почти 100 тыс. чел. В 1796 г. в португальской армии были созданы части лёгкой пехоты — Легион легких войск (касадорский батальон)
После поражения в войне с Испанией 1801 года португальская армия вновь была реформирована. Страна была разделена на 3 военных округа (Северный, Центральный, Южный). Боевой состав армии составил: 26 полков линейной пехоты (в том числе 3 в Бразилии, 1 сформирован из бывших частей морской пехоты), 6 касадорских батальонов, 12 полков кавалерии (драгуны), 4 артиллерийских полка, роту королевских телохранителей (28 чел.), батальон военных ремесленников, гарнизонные части, 48 полков городской милиции, 24 бригады ополчения «орденансас». Каждый пехотный полк состоял из одного батальона по 10 рот (8 фузилёрных, 1 гренадерская, 1 легкой пехоты), в каждой роте по 152 человека. Батальон касадоров состоял из 4 рот и элитной роты «атирадорес» — «снайперов» (по 123 человека в роте). Драгунский полк насчитывал 470 человек и состоял из 8 рот. Артиллерийский полк насчитывал 989 человек и состоял из 10 рот. Полк милиции насчитывал 12 рот по 120 человек.
Серьёзным испытанием для португальской армии стали войны эпохи Наполеона. Традиционно проанглийски настроенная Португалия была оккупирована французскими войсками. Португальская армия была частично отправлена на службу Наполеону (Португальский легион принял участие в походе в Россию в 1812 году), частично расформирована. После вспыхнувшего в Португалии стихийного антифранцузского восстания на Пиренейском полуострове высадились английские войска под руководством герцога Веллингтона, которые приступили к воссозданию португальской армии. Новая армия испытывала нехватку людей и вооружения, отличалась непостоянным размытым составом полков и батальонов. Основой структуры армии было деление на 10 бригад по территориальному принципу. В 1809 г. португальские бригады были включены в состав британских дивизий. При этом почти половину офицерского состава новой армии составили англичане (а в батальонах «касадорес» и 100 %). Вклад португальцев в войну был значителен, и хотя принято считать армию Веллингтона британской, нужно отметить, что в 1810 году она была почти наполовину португальской.
На протяжении второй половины XIX в. и вплоть до Первой мировой войны Португалия не принимала участия в крупных военных конфликтах, сохраняя небольшую армию с численностью около 25 тысяч человек. В 1880 г. согласно Энциклопедии Брокгауза и Ефрона португальская армия включала 24 пехотных и 12 егерских полков, каждый в два батальона, и 36 кадровых батальонов (в батальоне 4 роты); кавалерия — из 2 уланских и 8 егерских полков, по 3 эскадрона и одному кадровому; полевая артиллерия — из 3 полков, по 10 батарей в 6 орудий и 2 кадровых батарей в 4 орудия (две батареи в 1894 г. обращены в конные), и одной горно-артиллерийской бригады, в 2 батареи по 8 орудий и 4 кадровых батареи, крепостная артиллерия — из 2 полков по 8 рот и 8 кадровых рот; инженерные войска — 1 полк в два батальона по 4 роты и один кадровый батальон также в 4 роты. Численность армии в мирное время определялась на 1894—96 г. в 30 000 чел., в военное время — в 150000 чел.

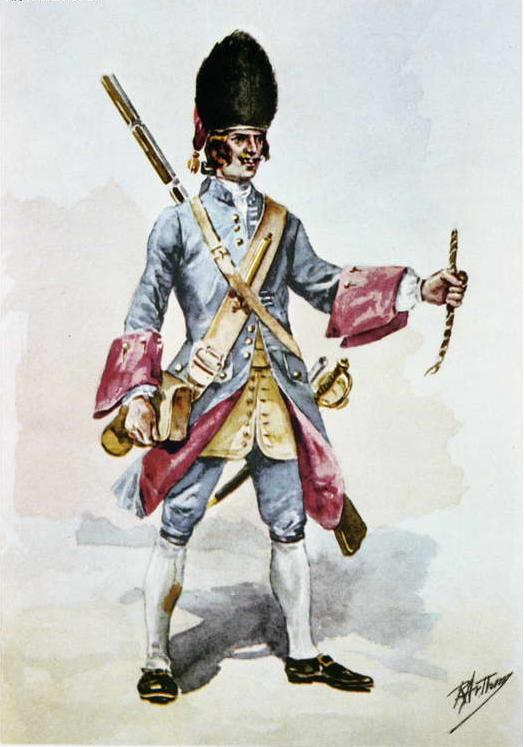
Португальский гренадер 1740 г.

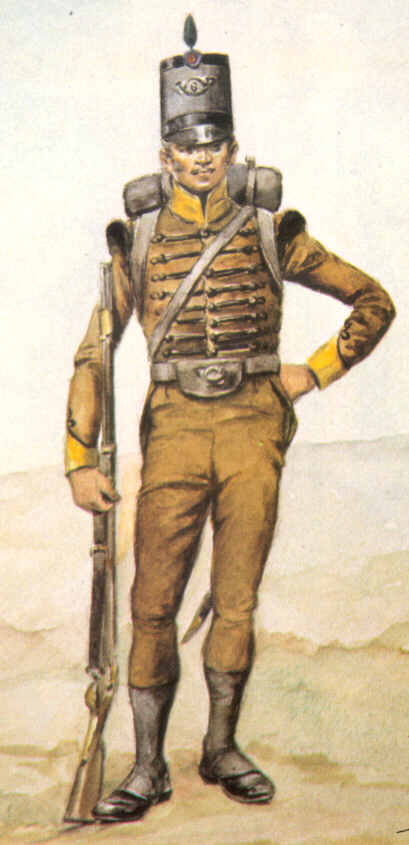
Солдат элитной легкой пехоты касадоров в период Наполеоновских войн

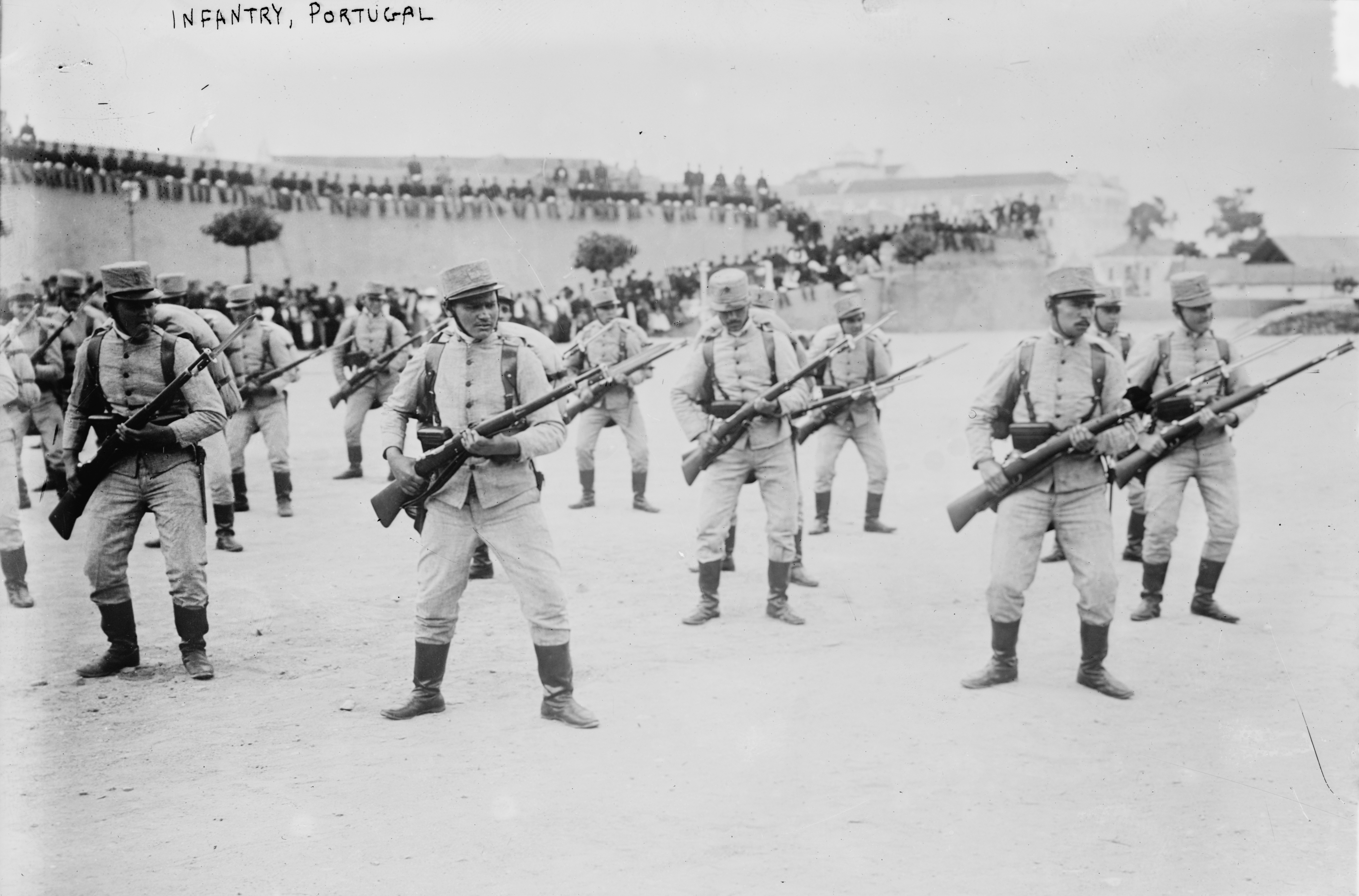
Португальская пехота на учениях 1910 г.

### Первая половина XX века
С началом Первой мировой войны Португалия стремилась сохранить нейтралитет, но давние связи с Британией привели к тому, что войну Португалии в 1916 г. объявила сама Германия. В июле 1916 был сформирован Португальский экспедиционный корпус(порт. Corpo Expedicionário Português, CEP) в составе 30 000 солдат, а затем ещё Независимый корпус тяжёлой артиллерии (порт. Corpo de Artilharia Pesada Independente, CAPI) в составе 25 батарей. В апреле 1918 г. германская армия развернула широкомасштабное наступление на более слабые и ещё не обстрелянные португальские войска (Битва на Лисе) Сопротивление португальских частей было быстро сломлено. Была полностью уничтожена 2-я дивизия, убиты 327 офицеров и 7098 солдат CEP, что составляло около 35 % общей мощи португальского корпуса. Кроме того, португальские войска приняли участие в боевых действиях в Восточной Африке, где вплоть до 1918 года германские войска вели боевые действия на территории Германской Восточной Африки (современной Танзании), периодически совершая вылазки на территорию португальской колонии Мозамбик.
После многочисленных внутренних волнений и революций начала XX века к власти в Португалии пришёл авторитарный салазаровский режим, который уделял немало внимания развитию вооружённых сил. Хотя официально Португалия не участвовала в Гражданской войне в Испании, фактически на стороне Франко в разное время сражалось до тридцати тысяч португальских добровольцев («вириатов»), что составляло половину численности португальской армии к началу Второй Мировой войны. Португальская армия не принимала участия во Второй мировой войне. Уже в 1949 году Португалия вступила в НАТО.

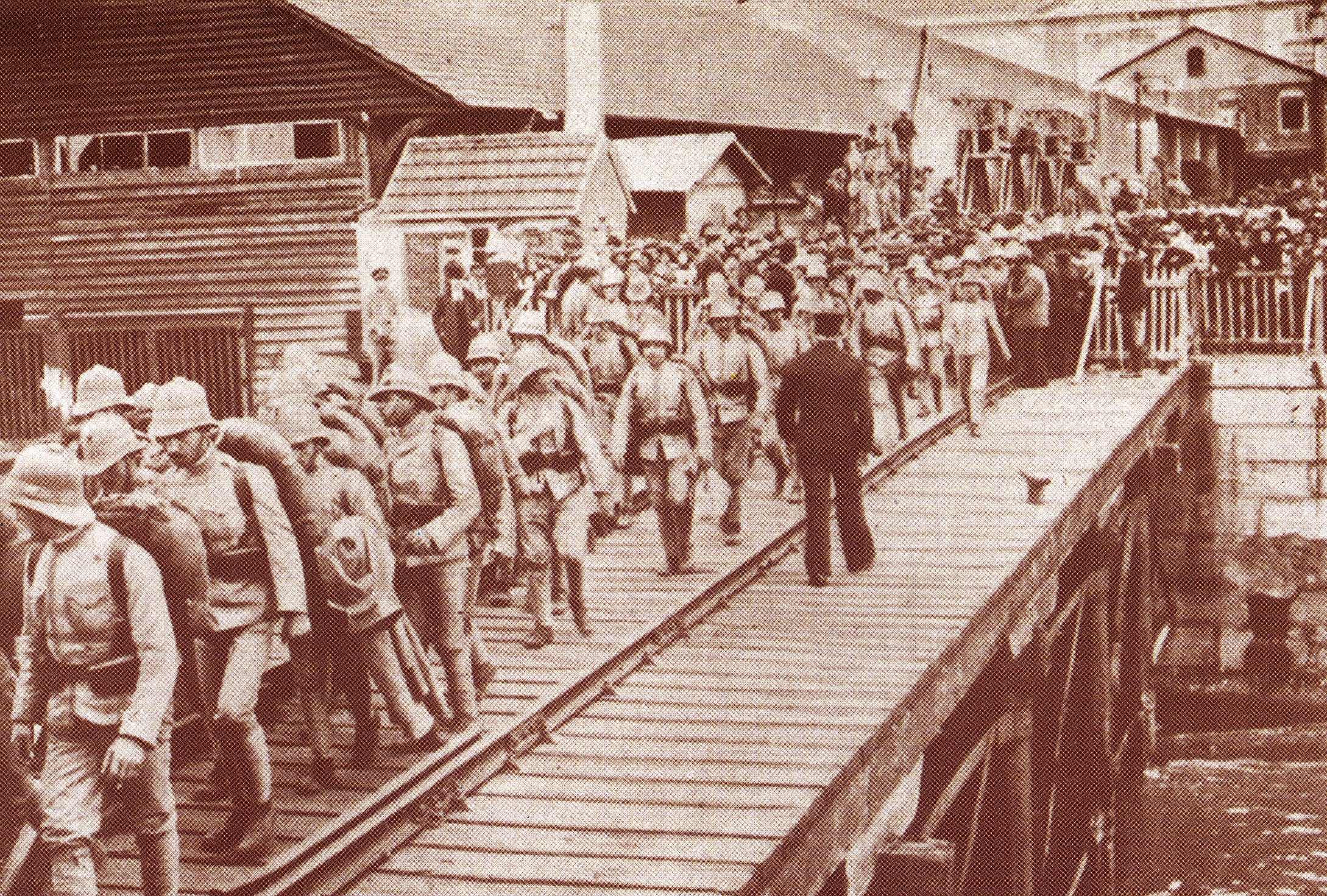
Части португальской армии направляются в Анголу во время Первой мировой войны

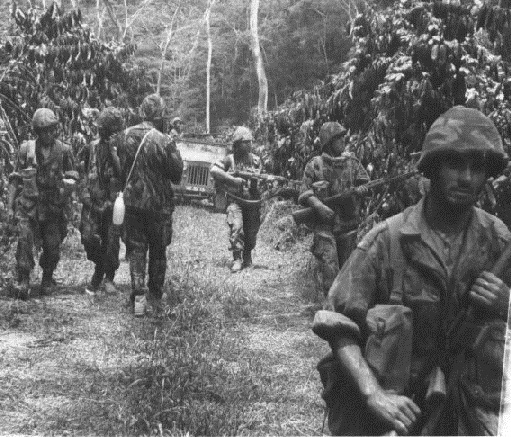
Части португальской армии в джунглях во время Колониальной войны в Африке

### Колониальные войны в Африке 1961—1974
Авторитарный салазаровский режим видел основу своего благополучия в своей колониальной империи и не спешил расставаться с колониями, в то время как во всем остальном мире шёл процесс деколонизации. Данное противоречие вылилось в серию ожесточённых колониальных войн. В феврале 1961 года начинается национально-освободительная война в Анголе; в 1963 году — в Португальской Гвинее (ныне Гвинея-Бисау); в 1964 году — в Мозамбике. В рамках этой войны португальская армия предприняла в 1970 г. кратковременное вторжение в Гвинею. Все эти войны, приобретшие затяжной характер, требовали значительных средств и сил, подрывали социальную стабильность в стране. Численность португальских войск в африканских провинциях превысила 100 000 человек. В ходе войны широкое распространение получили специальные части антипартизанской войны — Тропаш де интервенсау(порт. Tropas de intervencao). Солдат таких частей португальской армии именовали «интервенционистами» (от португальского глагола «intervir», который имеет несколько значений, среди которых: «добровольно участвовать в чём-то» и «вмешиваться», «вторгаться»). В начале 70-х годов в Лиссабоне поняли, что все свои колонии им скорее всего не удержать. Наименее ценными из них были Восточный Тимор в Азии, Гоа в Индии и Гвинея-Бисау в Африке. Именно оттуда и стали постепенно выводиться войска. Они перебрасывались в самую богатую колонию Португалии Анголу, которую португальцы решили сохранить любой ценой. К 1973 г. напряжение военных сил, затяжной экономический кризис и усталость общества от авторитарного политического режима вылилось в бескровный военный переворот 25 апреля 1974 года в Лиссабоне, осуществлённый подпольной армейской организацией «Движение капитанов». На тот момент португальская армия насчитывала 218 000 человек, из них 179 000 — сухопутные войска, в том числе — в Анголе 55 000, в Мозамбике — 60 000, в Португальской Гвинее 27 000 человек. В состав сухопутных сил входили 21 пехотный полк, 18 артиллерийских полков, 2 бронетанковых (танки М-41 и М-47) и 4 кавалерийских (бронетехника) полков. Кроме того в состав ВВС входил парашютный полк в 3 300 человек, в ВМС 3 400 морских пехотинцев. В течение 13 лет свыше 1 млн португальских офицеров и солдат участвовали в боевых действиях против национально-освободительного движения в Анголе, Мозамбике и Гвинее-Бисау. За это время погибло более 12 000 португальцев, около 30 000 были ранены.

### Португальская армия конца ХХ — начала XXI века
После установления демократического режима в Португалии армия была в значительной степени сокращена. К 1981 г. португальские сухопутные войска насчитывали 47 тыс. чел. вооружённых устаревшим вооружением и техникой, преимущественно американского производства. Основу войск составляли распределенные по военным округам отдельные пехотные полки (15 полков), 3 бронекавалерийских полка и 3 артиллерийских полка. Многочисленные войска специального назначения, оставшиеся в наследство от периода колониальных войн были сведены в отдельный полк коммандос и 3 батальона десантников (организационно входящих в состав ВВС). Наиболее боеготовой и укомплектованной частью армии была 1-я отдельная мотопехотная бригада созданная на базе 3-й пехотной дивизии специально как единственное соединение армии соответствующее стандартом НАТО и предназначенное для использования в интересах Североатлантического альянса в пределах Южно-Европейского театра военных действий. На вооружении армии были 70 танков М47, М48А5, М24, 100 безоткатных орудий, 165 БТР, 600 единиц полевой артиллерии, 20 ПУ ПТРК ТОУ.
С 1989 г. начинается переход от полковой к бригадной структуре сухопутных войск. На базе полка командос была создана бригада специального назначения (в составе 2 батальона командос, 1 пехотный батальон, развед. роты, роты связи, сапёрной роты). Батальоны десантников были сведены в воздушно-десантную бригаду (3 боевых и 1 учебный парашютные батальоны). На базе пехотных и бронекавалерийских полков Северного, Центрального и Южного военных округов запланировано развертывание в случае мобилизации по отдельной пехотной бригаде на округ. Лиссабонский военный округ включал один столичный пехотный полк, зенитный ракетный полк, полк береговой артиллерии (27 устаревших орудий).
В 1994 году воздушно-десантная бригада ВВС и бригада коммандос были расформированы, а на их основе создана отдельная аэромобильная бригада (4 000 чел, 3 аэромоб. батальона, арт. дивизион, части обеспечения). В дальнейшем в 90-х гг. мотопехотная бригада была преобразована в механизированную (2 механизированных батальона, 1 танковый батальон, арт. дивизион; численность 4 500 чел, 73 танка, 235 БТР М113). К 1998 г. было создано ещё одно соединение бригадного уровня — легкая «интервенционная» бригада. Это соединение не имело постоянного состава и должно было иметь численность примерно 2 000 чел. в зависимости от поставленных задач. Бригада получила название «интервенционной» по аналогии с португальскими войсками времен колониальной войны. Остальные части португальской армии относились не к оперативному, а к территориальному компоненту и составляли отдельные пехотные и бронекаваллерийские полки сокращённого состава.
С 1991 года португальские военнослужащие принимают участие в миссиях ООН и НАТО в Зап. Сахаре, Боснии и Герцоговине, Хорватии, Косово и Восточном Тиморе. В дальнейшем португальские военные принимали ограниченное участие в операциях в Ираке и Афганистане.
В 2006 году была проведена очередная реформа. Военные округа были расформированы, на их базе созданы отдельные командования (Южный военный округ стал командованием боевой подготовки, Лисабонский округ — командованием тыла, Северный округ — командованием набора личного состава). В состав аэромобильной бригады была включена группа армейской авиации и соединение было переименовано в бригаду быстрого реагирования став полноценной наследницей традиций португальских воздушно-десантных войск. Легкая «интервенционная» бригада получила постоянный штат, потеряла в своём названии приставку «легкая» и фактически стала наследницей традиций португальских коммандос.

## Структура

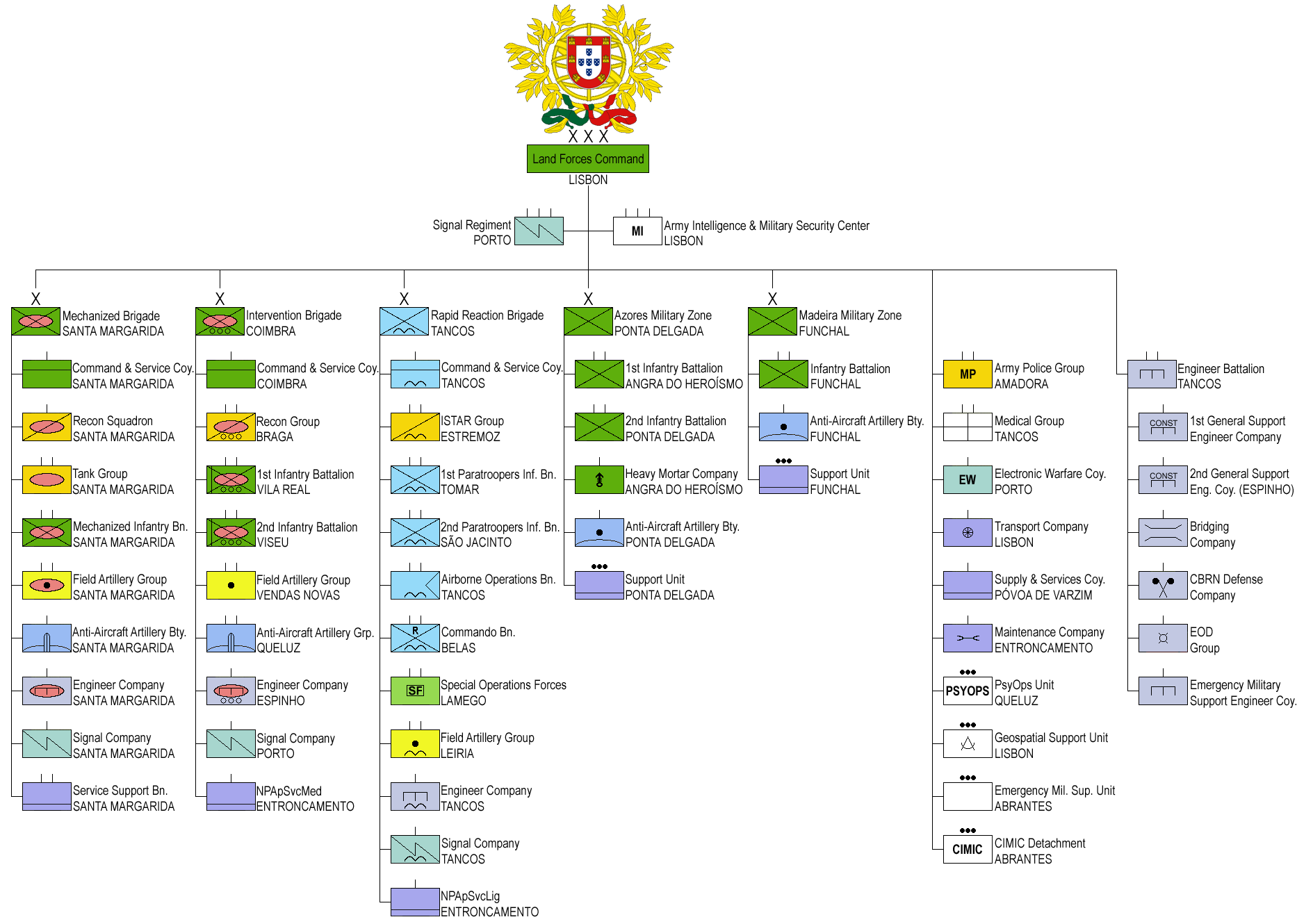
Структура сухопутных войск Португалии

Основу боевой мощи современной португальской армии составляют 3 бригады: механизированная, быстрого реагирования и «интервенционная».
Механизированная бригада (порт. Brigada Mecanizada Independente) предназначена для ведения боевых действий высокой интенсивности в интересах НАТО. В этой бригаде сосредоточены наиболее современные и тяжелые образцы военной техники имеющейся в распоряжении португальской армии. В составе бригады: штабная рота, 2 механизированных батальона (порт. Batalhão de Infantaria Mecanizada), танковый батальон (порт. Grupo de Carros de Combate), артиллерийский дивизион, батарея ПВО, разведывательный эскадрон, инженерная рота, рота связи, батальон снабжения. Бригада имеет на вооружении относительно современные образцы военной техники (танки Leopard 2A6, БТР M113, самоходные 155-мм гаубицы M109 (САУ), самоходные ЗРК).
«Интервенционная» бригада (порт. Brigada de Intervenção or BrigInt; другие варианты названия — легкая пехотная или экспедиционная бригада) является высокомобильной мотопехотной бригадой оснащённой преимущественно колесной бронетехникой (аналог американских механизированных (страйкер) бригад). В составе бригады: 2 пехотных батальона (порт. Batalhão de Infantaria), бронекавалерийский эскадрон (порт. Esquadrão de Reconhecimento), артиллерийский дивизион (буксируемые гаубицы), развед. рота, батарея ПВО, инженерная рота, рота связи, батальон снабжения. Основным вооружением бригады являются австрийские бронеавтомобили Pandur II, которые выпускаются по лицензии португальской компанией Fabrequipa.
Бригада быстрого реагирования (порт. Brigada de Reacção Rápida) наследница традиций воздушно-десантной бригады. Соединение наиболее востребовано для выполнения операций в рамках «миротворческих» миссий ООН и НАТО за пределами Португалии.
В составе бригады:
2 парашютных батальона (порт. Batalhão de Infantaria Paraquedista);
Школа парашютных войск (включающая в том числе боевые части: рота спецназа (70 чел, все парашютисты-высотники)), отделение боевых собак, взвод ПВО, противотанковый взвод и др.;
Центр подготовки коммандос (порт. Centro de Tropas Comandos, 500 чел, штаб, рота обеспечения, учебная рота, батальон коммандос (порт. Batalhão de Comandos в составе штаб, взвод связи, 3 роты коммандос(140 чел, 4 группы по 6 отделений);
Центр специальных операций (порт. Centro de Tropas de Operações Especiais, штаб, учебная рота, отряд специального назначения (порт. Força de Operações Especiais, 200 чел — командование, 5 групп спецназа; отряд специализируется на антитеррористических операциях и операциях за пределами Португалии)
А также штабная рота, группа армейской авиации (вертолёты), артиллерийская группа, разведывательная рота (бронемашины), рота связи, батарея ПВО, сапёрный взвод, батальон снабжения.
Защита удалённых территорий Португалии (Азорские острова, Мадейра) возлагается на командования отдельных военных зон. Азорское командование имеет в своём составе 2 гарнизонных полка (порт.  Regimento de Guarnição , пехотные части и части ПВО, вооружённые 20-мм орудиями). Командование Мадейра располагает одним гарнизонным полком.
В непосредственном подчинении генеральному штабу находятся инженерный батальон, батальон военной полиции (офиц. название 2-й уланский полк, порт. Regimento de Lanceiros Nº 2), ракетная батарея ПВО (ЗРК Стингер), отдельные части и подразделения, учебные заведения (военная академия, военно-техническое училище, военно-медицинское училище, сержантская школа).

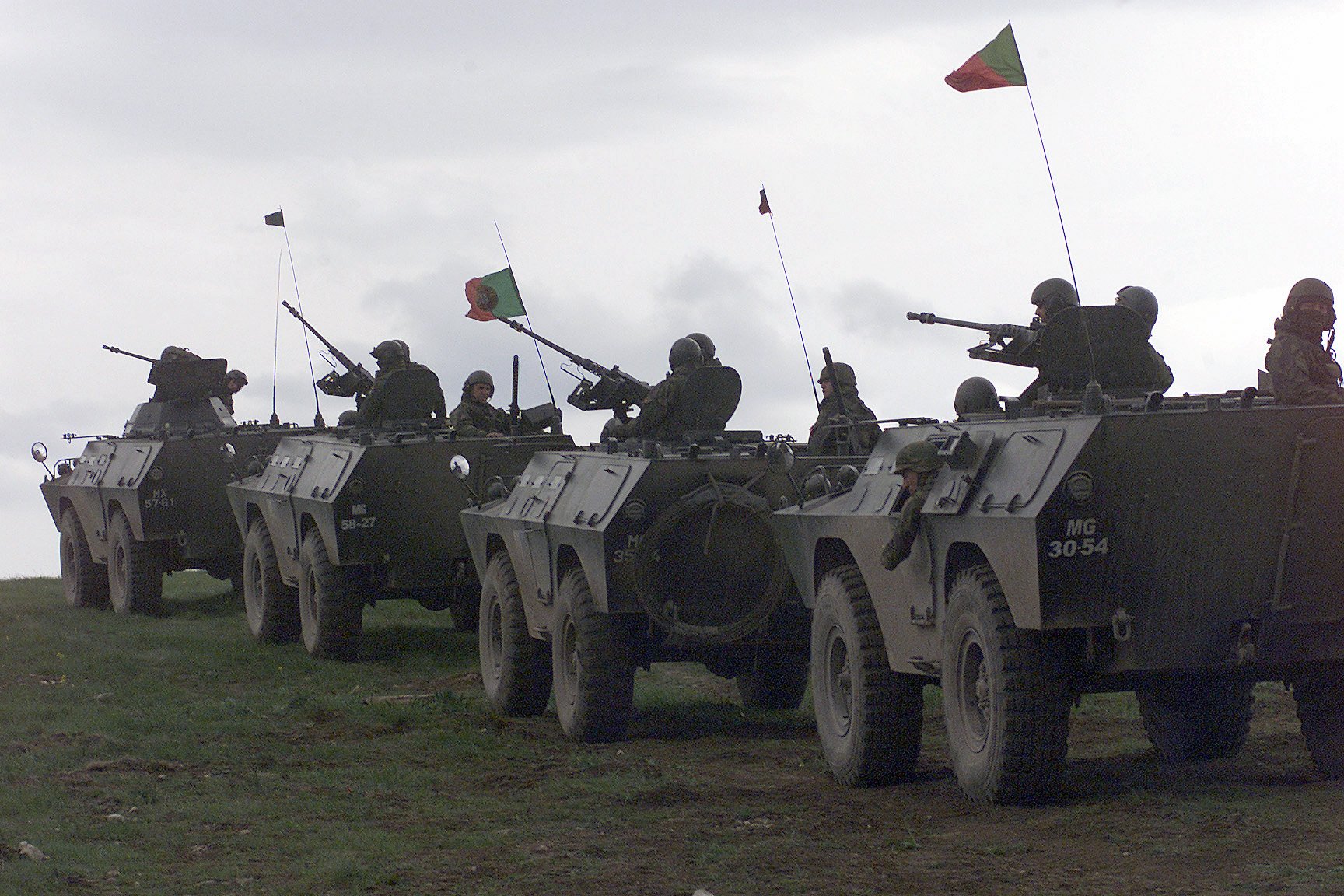
Португальские войска в Боснии

По аналогии с британской армии в португальских вооружённых силах наряду с собственно боевыми частями существуют традиционные полки, которые отвечают исключительно за подготовку и организацию собственно боевых частей.
В состав этих обучающих и вспомогательных частей входят:
1. «Кавалерия»:
  - Кавалерийская школа в Абрантиш,
  - 2-й Уланский Полк (батальон военной полиции в Лиссабоне)
  - 3-й Кавалерийский Полк в Эштремош (подготовка развед. роты бригады быстрого реагирования)
  - 4-й Кавалерийский Полк на военной базе Санта-Маргариде (база хранения устаревшей техники и подготовка танкового батальона мех. бригады)
  - 6-й Кавалерийский Полк в Брага (подготовка бронекавалерийского эскадрона и развед. роты «интервенционной» бригады)
2. «Артиллерия»:
  - Артиллерийское училище в Вендаш-Новаш,
  - 1-й зенитный Артиллерийский полк в Келуш (Синтра) (подготовка всех частей ПВО)
  - 4-й Артиллерийский полк в Лейрия (подготовка артиллерийской группы бригады быстрого реагирования)
  - 5-й Артиллерийский полк в Вила-Нова-ди-Гая(обучающий центр для всех родов войск)
3. «Пехота»:
  - Школа Пехоты на Мафра
  - 1-й Пехотный полк в Тавира (работает в интересах центрального командования)
  - 3-й Пехотный полк в Бежа (подготовка батальона бригады быстрого реагирования)
  - 8-й Пехотный полк в Элваш (на данный момент военный музей)
  - 10-й Пехотный полк в Авейру (подготовка 2-го парашютного батальона бригады быстрого реагирования)
  - 13-й Пехотный полк в Вила-Реал (подготовка и обеспечение 1-го батальона «интервенционной» бригады)
  - 14-й Пехотный полк в Визеу (подготовка и обеспечение 2-го батальона «интервенционной» бригады)
  - 15-й Пехотный полк в Томар (подготовка 1-го парашютного батальона бригады быстрого реагирования)
  - 19-й Пехотный полк в Шавиш (подготовка и обеспечение батальона снабжения «интервенционной» бригады)
4. «Инженерные войска»:
  - Школа Инженеров на Танкуш
  - 1-й инженерный полк в Лиссабон (подготовка и обучение сапёрных частей центр. подчинения и центра военно-гражданского сотрудничества)
  - 3 инженерный полк в Эшпинью (подготовка и обучение инж. роты интервенционной бригады и сапёрных частей центр. подчинения)
5. «Войска связи»:
  - Училище Связи в Порту
  - Полк связи в Лиссабоне
6. «Служба логистики»:
  - Транспортная школа Повуа-ди-Варзин
  - Медицинский батальон на Коимбра
  - Транспортный полк в Лиссабоне
  - Полк материально-технического обслуживания Энтронкаменту

При возникновении кризисных ситуаций действия сухопутных войск могут быть поддержаны корпусом морской пехоты (корпус фузильерос,порт. Corpo de Fuzileiros, 1430 чел.) в составе 2 легких экспедиционных батальонов, отряда боевых пловцов, роты огневой поддержки, транспортной роты, роты десантно-высадочных средств, школы морской пехоты. и Национальной республиканской гвардии (26 тыс. чел.).

## Вооружение и военная техника
| Тип                              | Изображение | Производство        | Назначение                                           | Количество | Примечания |
| Танки                            | Танки       | Танки               | Танки                                                | Танки      | Танки |
| -------------------------------- | ----------- | ------------------- | ---------------------------------------------------- | ---------- | --- |
| Леопард-2А6                      |             | Германия            | Основной боевой танк                                 | 37         | Закуплены в Нидерландах из числа списанных голландских танков. Сосредоточены в танковом батальоне 1-й мех. бр.                                                                                               |
| М60                              |             | США                 | Средний танк                                         | 101        | 86 M60A3, 7 M60A1 и 8 M60A4 |
| М48А5                            |             | США                 | Средний танк                                         | 86         | На хранении. |
| Бронетранспортёры и бронемашины  |             |                     |                                                      |            | |
| М113                             |             | США                 | Бронетранспортер                                     | 280        | На вооружении 2 механизированных батальонов 1-й мех. бригады. В том числе 40 штук в командно-штабной версии M-577 A2                                                                                         |
| Pandur II                        |             | Австрия; Португалия | Многоцелевая бронемашина 4х4 с противопульной бронёй | 240        | На вооружении «интервенционной» бригады в 9 вариантах, сборка в Португалии (на заводе Sorefame SA) |
| БТР Chaimite                     |             | Португалия          | Легкий бронетранспортер                              | 88         | Производство компании BRAVIA с 1966 г. Аналог Кадиллак Коммандо Модификации V-150 — 15 шт. и V-200 — 73 шт. Морально устарел, заменяется на Pandur II                                                        |
| ULTRAV M-11                      |             | Франция             | Колесный бронеавтомобиль                             | 15         | Легкий плавающий французский бронеавтомобиль фирмы Panhard на вооружении бригады быстрого реагирования. |
| Артиллерийские системы           |             |                     |                                                      |            | |
| М-109                            |             | США                 | Самоходная гаубица 155-мм                            | 20         | 6 M109A2 (учебные орудия) и 14 M109A5 (в механизированной бригаде) |
| 155 mm Howitzer M114             |             | США                 | Буксируемая полевая гаубица 155-мм                   | 38         | Орудие времен Второй мировой войны. Частично на хранении, частично на вооружении «интервенционной» бригады..                                                                                                 |
| L118 Light Gun                   |             | Великобритания      | Буксируемая полевая гаубица 105-мм                   | 21         | Полевое орудие 70-х годов. На вооружении бригады быстрого реагирования. |
| 105 mm Howitzer M101             |             | США                 | Буксируемая полевая гаубица 105-мм                   | 56         | Орудие времен Второй мировой войны |
| OTO Melara Mod 56                |             | Италия              | Буксируемая полевая гаубица 105-мм                   | 24         | Учебные орудия. Легкая гаубица для горных частей (вьючная) |
| Береговая артиллерия             |             | Великобритания      | Береговая артиллерия                                 | 21         | Устаревшие орудия (6 234-мм орудий вспомогательной артиллерии снятых с британских броненосцев 1900 года; 9 орудий 150 мм; 6 — 152мм) сведены в полк береговой артиллерии (в резерве с 1999).                 |
| Миномёты                         |             |                     |                                                      |            | |
| 120-мм миномёт М-40              |             | Финляндия           | Тяжелый миномёт 120-мм                               | 98         | Производство фирмы Tampella |
| 107-мм миномёт М-30              |             | США                 | Тяжелый миномёт 107-мм                               | 76         | Штатный миномёт американской армии времен вьетнамской войны. В том числе 14 самоходных. |
| L16                              |             | Великобритания      | Миномёт 81-мм                                        |            | Стандартный миномёт британской армии. В том числе 21 самоходный. |
| 60-мм миномёт «тип B» Солтам     |             | Израиль             | Легкий миномёт 60-мм                                 |            | |
| 60mm FBP m/68                    |             | Португалия          | Легкий миномёт 60-мм                                 |            | |
| Противотанковые средства         |             |                     |                                                      |            | |
| ПТРК ТОУ                         |             | США                 | ПТРК                                                 | 50         | (в том числе 18 самоходных M113 и 4 M901) |
| ПТРК Милан                       |             | Германия; Франция   | ПТРК                                                 | 68         | (в том числе 6 самоходных) |
| Безоткатные орудия «Карл Густав» |             | Швеция              | Ручной противотанковый гранатомёт 84 мм              | 162        | |
| 106-мм безоткатное орудие М40    |             | США                 | Безоткатное орудие                                   | 128        | На хранении. Орудие 50-х гг. |
| M72 LAW                          |             | США                 | Гранатомёт                                           |            | Американский одноразовый противотанковый гранатомёт. |
| Системы ПВО                      |             |                     |                                                      |            | |
| MIM-72 Chaparral                 |             | США                 | Самоходный зенитный ракетный комплекс                | 37         | Комплекс ПВО ближнего радиуса действия. На вооружении механизированной бригады. |
| FIM-92 Stinger                   |             | США                 | ПЗРК                                                 | 15         | Предназначен для поражения целей, совершающих полёт на малых и предельно малых высотах. На вооружении батареи ПВО центрального подчинения, батарей бригады быстрого реагирования и "интервенционной"бригады. |
| Bofors L60                       |             | Швеция              | Автоматическое зенитное орудие калибра 40 мм         | 62         | Орудие разработано в 30-х гг. |
| MK 20 Rh 202                     |             | Германия            | Автоматическое зенитное орудие калибра 20 мм         | 31         | Зенитное орудие германской компании Rheinmetall |
| ЗСУ «Вулкан»                     |             | США                 | ЗСУ калибра 20 мм                                    | 36         | На шасси М113. Возможно на хранении. |